# Takeshi Inoue
Takeshi Inoue (30 settembre 1928 – 5 aprile 1992) è stato un calciatore giapponese, di ruolo centrocampista.